# E3 Harelbeke 2010
L'E3 Harelbeke 2010 va ser la 53a edició de l'E3 Harelbeke. La cursa es disputà el 27 de març sobre una distància de 262 quilòmetres, sent vàlida per a l'UCI Europa Tour 2010 amb una categoria 1.HC. El vencedor de la cursa fou el suís Fabian Cancellara (Team Saxo Bank), que s'imposà per davant de Tom Boonen (Quick Step) i Joan Antoni Flecha (Team Sky).

## Equips
| Núm.    | Codi | Equip               |
| ------- | ---- | ------------------- |
| 1-8     | KAT  | Team Katusha        |
| 11-18   | QST  | Quick Step          |
| 21-28   | ALM  | AG2R La Mondiale    |
| 31-38   | EUS  | Euskaltel-Euskadi   |
| 41-48   | FOT  | Footon-Servetto     |
| 51-58   | FDJ  | Française des Jeux  |
| 61-68   | LAM  | Lampre-Farnese Vini |
| 71-78   | OLO  | Omega Pharma-Lotto  |
| 81-88   | RAB  | Rabobank            |
| 91-98   | SKY  | Team Sky            |
| 101-108 | RSH  | Team RadioShack     |
| 111-118 | SAX  | Team Saxo Bank      |

| Núm.    | Codi | Equip                        |
| ------- | ---- | ---------------------------- |
| 121-128 | ASA  | Acqua & Sapone               |
| 131-138 | BTL  | Bbox Bouygues Telecom        |
| 141-148 | BMC  | BMC Racing Team              |
| 151-158 | CTT  | Cervélo TestTeam             |
| 161-167 | COF  | Cofidis                      |
| 171-178 | LAN  | Landbouwkrediet              |
| 181-188 | SKS  | Skil-Shimano                 |
| 191-198 | TSV  | Topsport Vlaanderen-Mercator |
| 201-208 | VAC  | Vacansoleil Pro Cycling Team |
| 211-218 | XAC  | Xacobeo Galicia              |
| 221-228 | SKT  | An Post-Sean Kelly Team      |
| 231-238 | WIL  | Verandas Willems             |

## Classificació final
|    | Ciclista            | Equip                        | Temps      |
| -- | ------------------- | ---------------------------- | ---------- |
| 1  | Fabian Cancellara   | Team Saxo Bank               | 4h 44' 34" |
| 2  | Tom Boonen          | Quick Step                   | a 3"       |
| 3  | Juan Antonio Flecha | Team Sky                     | m. t.      |
| 4  | Filippo Pozzato     | Team Katusha                 | a 50"      |
| 5  | Lars Boom           | Rabobank                     | m. t.      |
| 6  | Sebastian Langeveld | Rabobank                     | m. t.      |
| 7  | Björn Leukemans     | Vacansoleil Pro Cycling Team | m. t.      |
| 8  | Paul Martens        | Rabobank                     | m. t.      |
| 9  | Marco Marcato       | Vacansoleil Pro Cycling Team | + 58"      |
| 10 | Fabio Felline       | Footon-Servetto              | + 3'16"    |